# Мур, Реон
Реон Дейл Мур (англ. Reon Dale Moore; род. 22 сентября 1996, Сангре-Гранде, Тринидад и Тобаго) — тринидадский футболист, нападающий клуба «Пасифик» и сборной Тринидада и Тобаго.

## Карьера

### Клубная карьера
Начинал свою карьеру в родном городе в команде «Норт-Ист Старз». В 2017 году перешел в «Дефенс Форс», в составе которого становился чемпионом страны.
1 марта 2024 года Мур подписал двухлетний контракт с клубом Канадской премьер-лиги «Пасифик».

### Карьера в сборной
17 апреля 2018 года Мур дебютировал за сборную Тринидада и Тобаго в товарищеском матче ФИФА против сборной Панамы — в нём его сборная уступила со счётом 0:1. Следующий вызов в неё он получил только через три года. Форвард помог тринидадцам квалифицироваться в финальную часть Золотого кубка КОНКАКАФ в США. На турнире игрок сыграл все три матча в группе «А». Мур забил единственный гол своей сборной на кубке — его он провёл в заключительном поединке в ворота Гватемалы (1:1).

## Достижения
- Чемпион Тринидада и Тобаго (2): 2019, 2019/20.